# Illyrere
Illyrere (eller illyrere) er en samlebetegnelse for de indoeuropæiske stammer, der i oldtiden slog sig ned i Illyrien mellem Adriaterhavet og Donau. Illyrernes mulige slægtskab med moderne folkeslag er et kontroversielt og videnskabeligt uafklaret spørgsmål. Nogle forskere hævder dog, at de var forfædre til nutidens albanere, eller at nutidens albanere nedstammer fra en af de stammer, der blev betragtet som illyriske i antikken.

## Betegnelse
Illyrerne var, i grækernes øjne, en række indoeuropæiske stammer som levede på og i baglandet til det østlige Adriaterhav. Den græske betegnelse "Illyria" refererede til et mindre område end den senere romerske betegnelse "Illyricum". Det ser ud til, at betegnelsen "illyrere" refererede til en bestemt illyrisk stamme, som grækerne først kom i kontakt med, og som blev navnet på en række stammer med lignende sprog og kultur. Ikke desto mindre er det uklart, om de illyriske folk kaldte sig selv illyrere eller efter den stamme, de tilhørte. I de fleste tilfælde kaldte de sig sandsynligvis ikke illyrere. Det hævdes, at det illyriske folk bestod af et par dusin stammer, men selv det er usikkert. Selv de antikke forfattere var uenige om, hvor mange af disse stammer, der faktisk var illyrere..

## Historie
Det illyriske folk har været i Europa siden mindst 3000-4000 f.Kr. Allerede i den tidligste oldtid beboede de et område i Sydøsteuropa, der omfattede nutidens sydlige dele af Østrig samt Slovenien, Ungarn, Kroatien, Bosnien og Hercegovina, Serbien, Montenegro, Nordmakedonien, Rumænien, Kosovo og Albanien. Det er i mange tilfælde usikkert, hvilke stammer der tilhørte den illyriske etniske gruppe eller ej. Det er også uklart, om illyrerne blev betragtet som et separat folk eller bare et kollektivt navn. Det navn, som Romerne brugte om området langs Adriaterhavet, var Dalmatien..
Illyrerne dannede flere kongeriger på den centrale Balkanhalvøen. Den første og mest berømte af dem var Bardylis. Det illyriske rige var for det meste i krig med de gamle makedonere.
Illyrerne var berygtede pirater og dygtige skibsbyggere. Deres pirateri af romerske skibe fik de romerske myndigheder til at angribe Illyrien..
Illyricum var en provins, der blev erobret af romerne, kystområderne langs Adriaterhavet og Makedonien før 121 f.Kr. og resten af området vest for Donau før 14 e.Kr. Kort tid efter (46 e.Kr.) blev Thrakien også erobret og senere delt med Moesia. Området tilhørte Romerriget, indtil det blev erobret af ostrogoterne i 488 e.Kr.
Pannonierne var et illyrisk folk, der levede mellem Donau og Sava i det nuværende Ungarn og Kroatien. Efter et oprør i 5 e.Kr. mod romerne sammen med andre illyriske folk samt sarmaterne og dakerne, blev de besejret af Tiberius. Det tog romerne fire år at nedkæmpe dette oprør, men i 9 e.Kr. blev landet til provinsen Pannonia. Omkring 150 e.Kr. forsøgte langobarderne at trænge ind i Romerriget, men blev stoppet af pannonierne. Landet blev erobret i midten af det 4. århundrede af rugiere, derefter ostrogoterne, langobarderne og avarerne. Fra 537 og frem var Illyrien en del af det Østromerske Rige.
Mod slutningen af imperiets fald nåede illyrerne, gennem deres gamle krigeriske vaner, høje positioner i det militære hierarki. Mange af dem blev endda kejsere. Fra midten af det 2. århundrede til midten af det 3. århundrede var kontrollen over imperiet næsten konstant i hænderne på illyrerne. Blandt dem var Decius, Aurelian, Diocletian og Konstantin den Store. Disse kejsere og krigere af illyrisk fødsel blev kaldt "illyriciani"..
I det gamle Albanien led de illyriske stammer samme skæbne som grækerne på grund af landets geografiske placering med høje, utilgængelige bjerge..
Nogle illyriske stammer modsatte sig assimilation, og en af dem var en stamme kaldet Albanoi, som boede i det, der nu er det centrale Albanien. Mellem det 5. og 7. århundrede forsvandt navnet Illyrien fra de historiske kilder og blev erstattet af navnet Albanien. Navnet spredte sig fra det nuværende centrale Albanien og blev taget op af andre illyriske stammer i de omkringliggende områder. Disse stammer betragtes som forfædre til nutidens albanere.